# Propellar
Propellar è il quarantaduesimo album in studio del chitarrista statunitense Buckethead, pubblicato il 31 maggio 2013 dalla Hatboxghost Music.

## Descrizione
Dodicesimo disco appartenente alla serie "Buckethead Pikes", Propellar è stato pubblicato originariamente senza titolo nel mese di maggio 2013 in edizione limitata, numerata e autografata da Buckethead.
Il 21 luglio 2014 l'album è stato ufficialmente pubblicato in formato digitale con titolo e lista tracce.

## Tracce
Musiche di Buckethead.
1. Propellar – 6:15
2. Room of Shells – 2:01
3. Meeting of the Mummy – 3:32
4. The Poultry Show – 4:16
5. Launched – 11:48
6. Dome – 2:13

## Formazione
- Buckethead – chitarra, basso, programmazione